# Maj-Britt Niklasson
Maj-Britt Niklasson,  tidigare artistnamn: Maybritte Nicklasson, född 22 februari 1951, är en svensk konstnär och musiker.
Niklasson var 1970–1977 verksam som professionell musiker (sång, fiol, gitarr och mandolin) och medlem i gruppen Landslaget, med vilken hon medverkade på en rad musikalbum och samarbetade även med Merit Hemmingson. Under senare år har hon främst varit verksam som konstnär i Stockholm. Hon var initiativtagare och grundare av Ateljéhuset i Årstaberg och är representerad i bland annat Vetlanda kommun, Vetlanda museum, Upplands Väsby kommun och Kiruna kommun.